# TAH Airlines
Transportes Aéreos de Honduras, S. A. de C. V., o simplemente TAH Airlines, es una nueva aerolínea hondureña que pretende iniciar operaciones en  2025 con un Boeing 737-400 a dos destinos anunciados hasta el momento. Por el momento, esta información no ha sido confirmada oficialmente por la aerolínea .

## Historia
La aerolínea adquirió su primera aeronave, un Boeing 737-400, en noviembre de 2024 a la ecuatoriana Aeroregional. En enero de 2025, la Agencia Hondureña de Aeronáutica Civil (AHAC) le otorgó a TAH Airlines el certificado de explotación aérea pública a nivel nacional e internacional, y ese mismo mes inició sus primeros vuelos de certificación.
Inicialmente, la aerolínea operará vuelos hacia Ciudad de México, La Habana, Ciudad de Panamá y Georgetown, esta aerolínea se enfocará principalmente en destinos internacionales desde los aeropuertos principales de la aerolínea, el Aeropuerto Internacional Toncontín en Tegucigalpa y el Aeropuerto Internacional Juan Manuel Gálvez en Roatán.

## Destinos
TAH Airlines opera a los siguientes destinos nacionales e internacionales:

Destinos operados por TAH Airlines (junio de 2025)

| Países                       | Destinos         | Aeropuertos                                    | Notas              | Ref.         |
| Norteamérica                 | Norteamérica     | Norteamérica                                   | Norteamérica       | Norteamérica |
| ---------------------------- | ---------------- | ---------------------------------------------- | ------------------ | ------------ |
| México                       | Ciudad de México | Aeropuerto Internacional Felipe Ángeles        |                    | [ 5 ]        |
| Centroamérica y el Caribe    |                  |                                                |                    |              |
| Honduras                     | Roatán           | Aeropuerto Internacional Juan Manuel Gálvez    | Centro de conexión | [ 4 ]        |
| Honduras                     | San Pedro Sula   | Aeropuerto Internacional Ramón Villeda Morales |                    | [ 5 ]        |
| Honduras                     | Tegucigalpa      | Aeropuerto Internacional Toncontín             | Centro de conexión | [ 4 ]        |
| Total: 2 países, 4 destinos. |                  |                                                |                    |              |

### Futuros destinos
TAH Airlines prevé operar vuelos regulares a los siguientes destinos:
| Países | Destinos         | Aeropuertos                              | Fecha de inicio          | Refs. |
| ------ | ---------------- | ---------------------------------------- | ------------------------ | ----- |
| Cuba   | La Habana        | Aeropuerto Internacional José Marti      | Planes de inicio en 2025 | [ 3 ] |
| Guyana | Georgetown       | Aeropuerto Internacional Cheddi Jagan    | Planes de inicio en 2025 | [ 3 ] |
| Panamá | Ciudad de Panamá | Aeropuerto Internacional Panamá Pacífico | Planes de inicio en 2025 | [ 3 ] |

## Flota

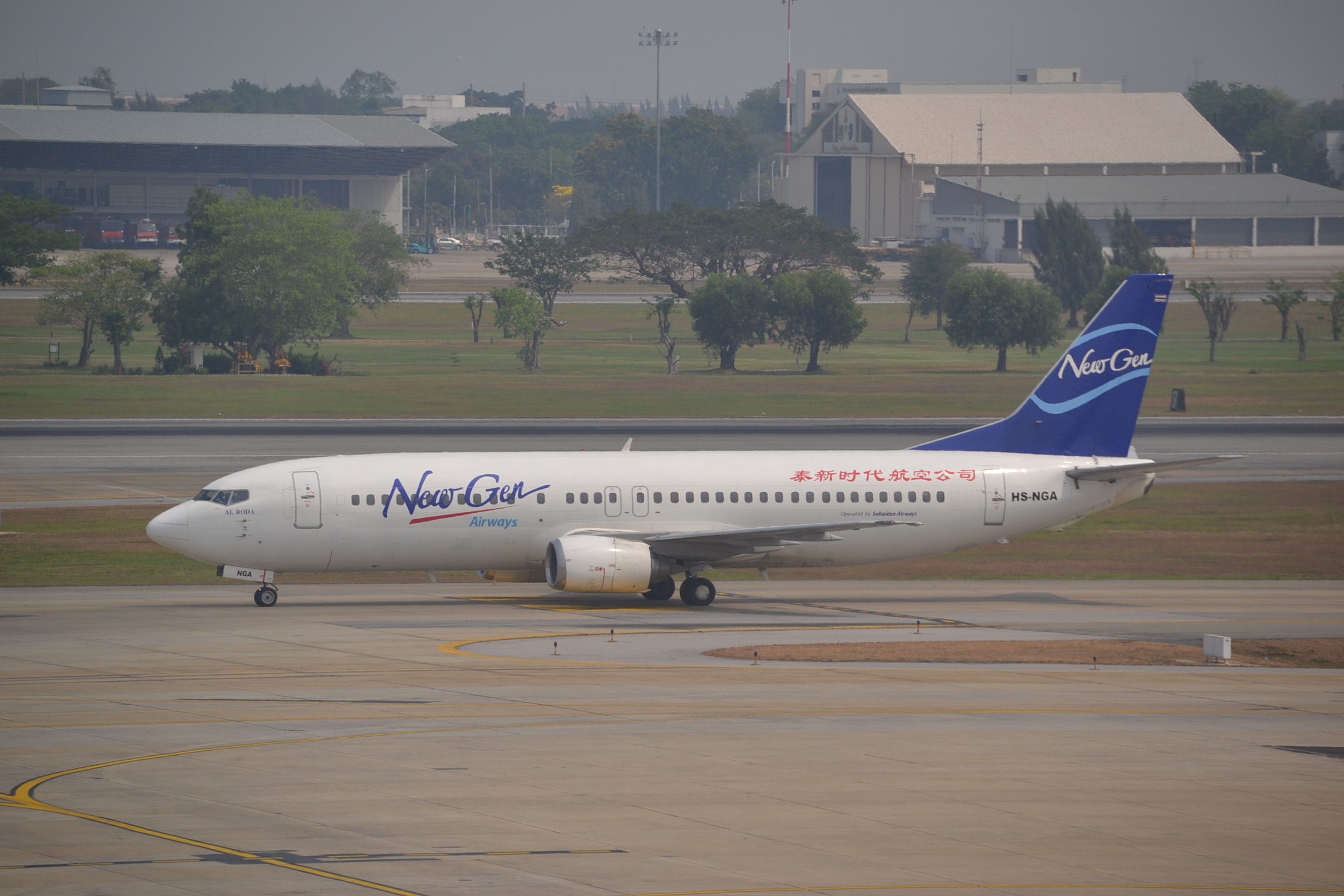
Boeing 737-400 (HS-NGA) operando para New Gen Airways en 2015, antes de ser transferido a Aeroregional (HC-CXU).

TAH Airlines compró su primera aeronave, un Boeing 737-400, en noviembre de 2024 a la aerolínea ecuatoriana Aeroregional. La aeronave fue sometida a pruebas de certificación el 16 de enero de 2025 en el Aeropuerto Internacional Ramón Villeda Morales, aunque actualmente, sigue operando para Aeroregional.
| Aeronaves      | En servicio | Pedidos | Pasajeros                                         | Pasajeros                                         | Pasajeros                                         | Matrículas                                        | Antigüedad                                        | Notas                                             |
| Aeronaves      | En servicio | Pedidos | C                                                 | Y                                                 | Total                                             | Matrículas                                        | Antigüedad                                        | Notas                                             |
| -------------- | ----------- | ------- | ------------------------------------------------- | ------------------------------------------------- | ------------------------------------------------- | ------------------------------------------------- | ------------------------------------------------- | ------------------------------------------------- |
| Boeing 737-400 | —           | 1       | 20                                                | 125                                               | 145                                               | HR-TAH                                            | 35,9 años                                         | Pendiente de entrega                              |
| Total          | —           | 1       | Edad media de la flota (mayo de 2025): 35,9 años. | Edad media de la flota (mayo de 2025): 35,9 años. | Edad media de la flota (mayo de 2025): 35,9 años. | Edad media de la flota (mayo de 2025): 35,9 años. | Edad media de la flota (mayo de 2025): 35,9 años. | Edad media de la flota (mayo de 2025): 35,9 años. |